# Castianeira badia
Castianeira badia es una especie de araña araneomorfas de la familia Corinnidae.

## Distribución geográfica
Es endémica del centro-oeste de la península ibérica (España y Portugal).